# Ferdinando Mandrini
Ferdinando Mandrini (* 17. Juni 1897 in Mailand; † 22. November 1980 ebenda) war ein italienischer Turner und zweifacher Olympiasieger.
Bei den Olympischen Sommerspielen 1920 in Antwerpen gewann er mit dem italienischen Team den Mannschaftsmehrkampf. Vier Jahre später bei den Spielen in Paris konnte er diesen Erfolg wiederholen. In Paris nahm er zudem an acht Einzelwettbewerben teil und erreichte als beste Klassierung einen 4. Platz im Einzelmehrkampf. Im Pferdsprung wurde er Siebter und an den Ringen Achter.
1928 bei den Spielen in Amsterdam reichte es im Mannschaftsmehrkampf nur zu Platz 6. Im Einzelwettkampf an Reck kam er auf Platz 11.